# Agrupación Fotográfica de Cataluña

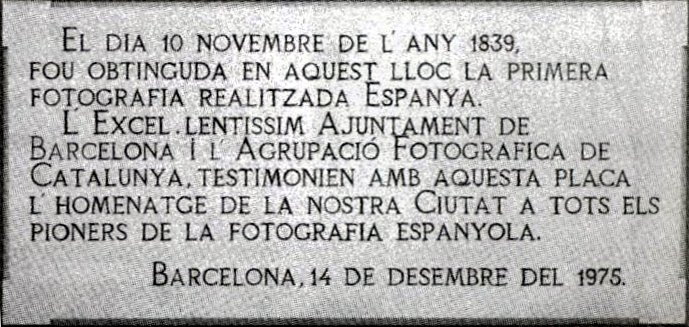
Placa conmemorativa de la primera foto realizada en Barcelona, el 10 de noviembre de 1836.

La Agrupación Fotográfica de Cataluña (AFC) es una entidad de fomento de la fotografía en Barcelona, Cataluña.
Surgió en junio de 1923 como una asociación de aficionados a la fotografía en la época en que estas asociaciones eran el vehículo de difusión de la misma. Inicialmente estaba formada por unos cuarenta miembros y su primer presidente fue Josep Demestres. Nace con vocación de difundir la fotografía por Cataluña, ya que hasta bastantes años después no se crean otras asociaciones en la misma.
Durante los primeros años de funcionamiento participaban en la misma fotógrafos como Joaquim Pla Janini, Emili Godes Hurtado, Claudi Carbonell, Pere Català i Pic, Otto Lloyd, Agustí Centelles, Antoni Campañà Bandranas, Salvador Lluch o Joan Porqueras. 
Durante la década de los años 60, considerados como la edad de oro de las agrupaciones fotográficas en España, siendo una de las más importantes sociedades en número de socios. Entre los afiliados se encontraban: Xavier Miserachs, Francesc Català Roca, Pere Català Roca, Joan Fontcuberta, Oriol Maspons, Joan Colom i Altemir, Eugeni Forcano, Francesc P. de Ponti, Antoni Crous, etc. 
Algunos de sus socios obtuvieron el Premio Nacional de Fotografía: Joan Fontcuberta en 1998,  Joan Colom en 2002, Ramón Masats en 2004 y Eugeni Forcano en 2012, además en 1983 Francesc Catalá Roca recibió el Premio Nacional de Artes Plásticas de España por su trabajo fotográfico.
En 1978 se creó el Museo de la Agrupación Fotográfica de Cataluña que dispone de más de 25.000 negativos estereoscópicos de vidrio de Cataluña, pero también del resto de Europa, abarcando temas tan diversos como personas, costumbres, actos sociales, etc. Entre sus instalaciones cabe destacar la importante biblioteca sobre fotografía, una exposición de aparatos y cámaras, así como fondos fotográficos. Edita un boletín digital de modo periódico. Normalmente organiza concursos, exposiciones, cursillos de fotografía y otras actividades de difusión y fomento de la fotografía.
El 2006 recibió la Creu de Sant Jordi por su papel en la conservación y promoción del arte de la fotografía. 